# Rödgumpad tukanett
Rödgumpad tukanett (Aulacorhynchus haematopygus) är en fågel i familjen tukaner inom ordningen hackspettartade fåglar.

## Utseende och läte
Rödgumpad tukanett är en medelstor gräsgrön tukan. Den liknar arterna i komplexet kring smaragdtukanetten, men urskiljs genom sin mörkt rödbruna näbb och röda fläcken på övergumpen. Lätet består av långa serier med upprepade skall.

## Utbredning och systematik
Rödgumpad tukanett delas in i två underarter:
- Aulacorhynchus haematopygus sexnotatus – förekommer i sydvästligaste Colombia (Nariño) och Anderna i västra Ecuador
- Aulacorhynchus haematopygus haematopygus – förekommer i Anderna i Colombia och Sierra de Perija (västra Venezuela)

## Status
Arten har ett stort utbredningsområde och beståndet anses vara stabilt. Internationella naturvårdsunionen IUCN listar den därför som livskraftig (LC).

## Levnadssätt
Rödgumpad tukanett hittas i fuktiga tropiska skogar från förberg till högländer. Den ses vanligen i par eller smågrupper som rör sig genom trädtaket eller samlas vid fruktbärande träd.